# Hoplopleura tiptoni
Hoplopleura tiptoni är en insektsart som beskrevs av Johnson 1972. Hoplopleura tiptoni ingår i släktet Hoplopleura och familjen gnagarlöss. Inga underarter finns listade i Catalogue of Life.